# James Busby

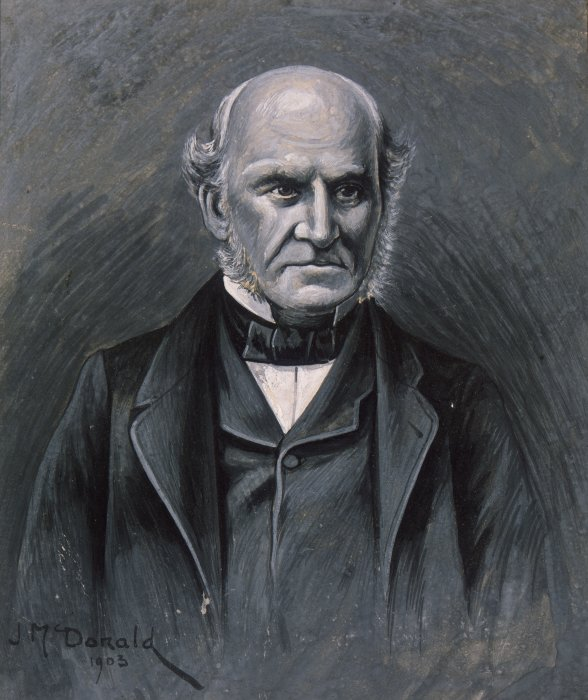
James Busby, British Resident in Neuseeland, Porträt von James Ingram McDonald

James Busby (* 7. Februar 1802 in Edinburgh, Schottland; † 15. Juli 1871 in Penge, Surrey, England) war Weinanbauexperte, Autor einiger Veröffentlichungen, British Resident in Neuseeland, Politiker und 1840 am Zustandekommens des Treaty of Waitangi in Neuseeland beteiligt.

## Leben
James Busby war zweiter Sohn der Eheleute Sarah Kennedy und John Busby, einem Tiefbauingenieur und Experte für Mineralien. Bevor er mit seinen Eltern 1824 nach New South Wales auswanderte, hatte er Weinbau in Frankreich studiert.
Er kaufte sich in New South Wales rund 2000 Acre Land im Hunter River-Distrikt und begann, mit dem Weinanbau zu experimentieren. 1825 publizierte er in Sydney erstmals über Weinanbaukultur. Es folgten weitere Veröffentlichungen in den folgenden Jahren. Etwa zur gleichen Zeit übernahm er die Aufgabe des Superintendenten einer Waisenhausschulfarm für Jungen in der Stadt Cabramatta, nahe Liverpool. Als die Church and School Corporation 1827 die Kontrolle über die Schule übernahm, verlor Busby seine Position. Anschließend bekam er eine Übergangsanstellung vermittelt, in der er Steuern einsammeln musste.
Frustriert von dem Verlust seiner Anstellung und vom Übergangsjob machte er sich im Februar 1831 auf den Weg zurück nach England, auch um seinen Fall dem Colonial Office vortragen zu können. Im September 1831 bereiste er vier Monate lang Spanien und Frankreich, besuchte Weinanbaugebiete und arbeitete an der Veröffentlichung seiner Reiseerfahrungen. Von seinem Vortrag vor dem Colonial Office beeindruckt, sah man in ihm den richtigen Mann, die aufkommenden Probleme in Neuseeland für die britische Krone zu lösen, und ernannte ihn zum British Resident in New Zealand. Am 16. Oktober 1832 kam Busby zurück nach Sydney und heiratete am 1. November Agnes Dow of Segenhoe. Von den sechs Kindern, die aus ihrer Ehe hervorgingen, überlebten ihn nur drei.

## Politisches Wirken
In den 1820er Jahren führten die Māori Neuseelands ihre Musketenkriege, 1823 unterstellte die britische Krone Neuseeland unter die Kontrolle des Court of Justice von New South Wales und 1831 legte ein französisches Kriegsschiff in der Bay of Islands an, um Frankreichs Anspruch in Richtung einer Annexion Neuseelands zu dokumentieren. Die britische Regierung, die bislang lediglich mäßiges Interesse an Neuseeland gezeigt hatte, änderte nun ihre Haltung. In dieser Situationslage wurde Busby von dem Colonial Office nach Neuseeland entsandt, um einerseits offizielle britische Präsenz zu zeigen und anderseits für Ordnung im Siedlungszentrum der Europäer, der Bay of Islands und Umgebung, zu sorgen. Ebenso wichtig war seine Aufgabe, die Sicherheit der britischen Siedler sicherzustellen und die Māori für nach britischen Vorstellungen gesittete Regierung zu überzeugen. Ferner sollte er die Missionare unterstützen und den Kriegsschiffen bei ihrer Ankunft Assistenzdienste erweisen.
Busby hatte keine wirkliche Macht, keine Soldaten oder Kriegsschiffe, die ihm zur Not zur Hilfe eilen konnten. Doch er wurde von den Māori weitgehend akzeptiert, eine Vermittlerrolle zu übernehmen. Am 20. März 1834 versammelten sich die Māori-Chiefs der Region, um aus drei von ihm entworfenen Flaggen eine auszuwählen, die für die Vereinigung aller Māori-Stämme stehen sollte. Des Weiteren brachte er am 28. Oktober 1835 34 die nördlichen Māori-Chiefs dazu, ein Bündnis, als Confederation of United Tribes (Bündnis der vereinigten Stämme) die Unabhängigkeitserklärung Neuseelands zu unterzeichnen. Die Māori hatte zwar kein Mitspracherecht bei der Vorbereitung dieses Dokumentes, doch unterzeichneten in den folgenden Jahren weitere Chiefs, so dass Busby bis 1839 insgesamt 52 Unterzeichner zusammen bekam. Für die Māori änderte sich nicht viel, noch hatte die Erklärung auf sie eine besondere Wirkung, aber gegenüber Frankreich konnte die britische Regierung nun ihre Ansprüche außenpolitisch besser geltend machen.

Flagge der Vereinigten Stämme (1834–1840)

1839 wurde William Hobson nach Neuseeland gesandt, um mit Hilfe von Busby die Māori unter den Schutz der britischen Krone zu stellen und um damit gleichzeitig Neuseeland annektieren zu können. Am 6. Februar 1840 unterzeichneten unter Hobsons Verhandlungsführung mindestens 43 Māori-Chiefs in Busbys Haus in Waitangi den als Treaty of Waitangi bekannt gewordenen Vertrag. James Busby hatte mit James Freeman den Vertrag selbst ausgearbeitet.
Im März 1840 musste Busby mit Frau und Kinder nach Sydney reisen, um für die Legalität und Anerkennung seines Landerwerbs aus dem Jahr 1834 zu kämpfen, hatte doch der damals für Neuseeland zuständige Gouverneur George Gipps am 29. Januar 1840, also noch vor der Vertragsunterzeichnung, alle Landkäufe für nichtig erklärt und deren Überprüfung angeordnet. Als er im November 1840 zurückkam, fand er sein Haus und sein Land in Besitz genommen und seinen Erwerb in Prüfung. Er versuchte trotzdem auf seinem Land eine Viehzucht aufzubauen, hatte aber kein Glück damit. Im Juni 1841 reiste er wieder nach Sydney, um Geld für weitere Investitionen aufzutreiben und seine Frau und Kinder wieder zurück nach Neuseeland zu holen. Doch die folgenden Jahre waren schwieriger als gedacht und so sah sich Busby Ende der 1840er in ernsten finanziellen Schwierigkeiten.
Busby verbrachte nach 1840 eine lange Zeit seines Lebens damit seinen Landkauf anerkannt und damit Gerechtigkeit zu bekommen. Neben seinem Engagement als Farmer, arbeitete er von 1861 bis 1863 auch als Redakteur des zweimal wöchentlich erscheinenden Aucklanders und saß zweimal als Vertreter der Bay of Islands von 1853 bis 1855, und 1857 bis 1863 in der Provinzregierung von Auckland. 
1871 reiste Busby mit seiner Frau wegen einer Augenoperation nach England. Dort starb er am 15. Juli an einer Kongestion in der Lunge. Seine Frau Agnes ging zurück nach Neuseeland, wo sie 1889 verstarb.

## Werke
- A Treatise on the Culture of the Vine, and the Art of Making Wine. R. Howe (Government Printer), Sydney, Australien 1825 (englisch).
- A Manual of Plain Directions for Planting and Cultivating Vineyards and for Making Wine in New South Wales. Sydney 1830 (englisch).
- Journal of a Tour Through Some of the Vineyards of Spain and France. Sydney 1833 (englisch).
- Journal of a Recent Visit to the Principal Vineyards of Spain and France. London 1834 (englisch).